# Weber State University

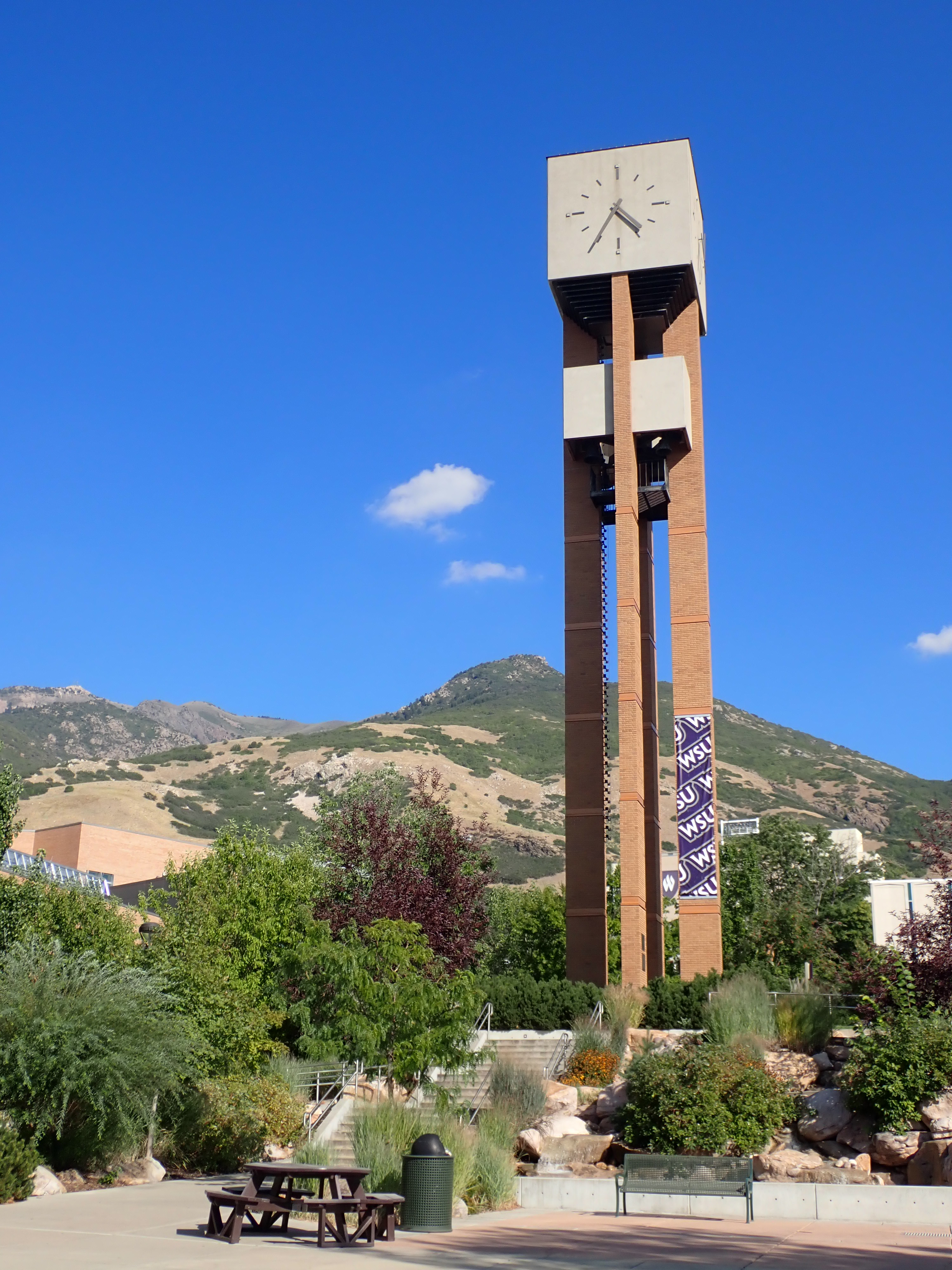
Bell Tower der Weber State University und Mount Ogden (links), 2019

Die Weber State University (WSU) ist eine staatliche Universität in Ogden im US-Bundesstaat Utah. Das über 200 Hektar große Gelände der Campusuniversität liegt malerisch unterhalb der Wasatchkette. Sie ist eine koedukative, öffentlich geförderte Universität, die berufsqualifizierende, kunstwissenschaftliche und technische Zertifikate sowie Associate's, Bachelor- und Master-Abschlüsse anbietet. Die Weber State University, die neben dem Hauptcampus über 7 weitere Standorte verfügt, ist von der Northwest Commission on Colleges and Universities akkreditiert. Die Hochschule wurde 1889 als Weber Stake Academy gegründet. Bei den regionalen Rankings (Regional Universities West, Top Public Schools) liegt die Universität mittlerweile auf Platz 40; international ist sie seit 2017 von der Gruppe der Top-800 in die Top-600 vorgerückt und liegt in America's Best Value Colleges 2019 auf Platz 239.

## Geschichte

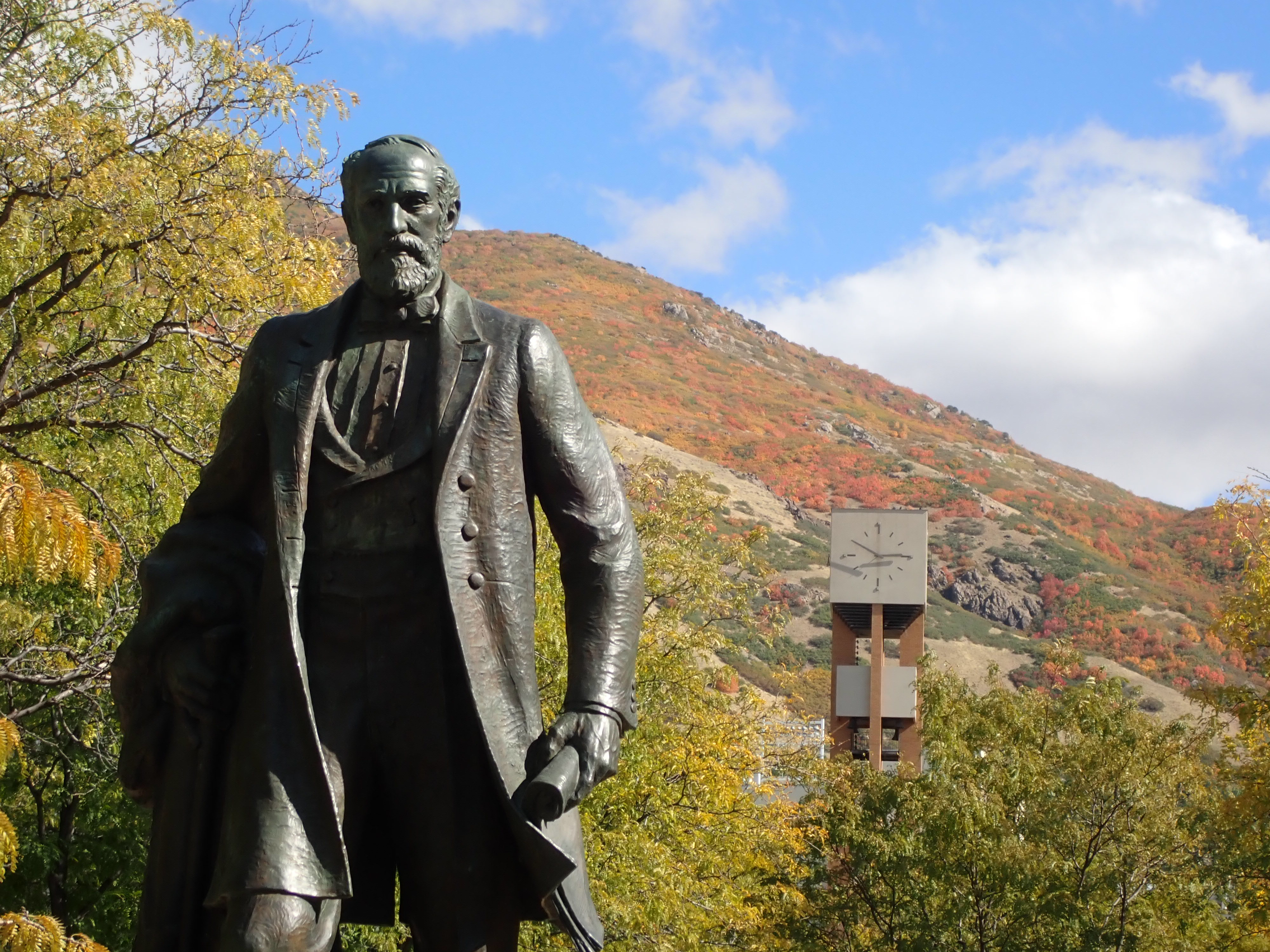
Statue von Louis F. Moench vor dem Bell Tower und dem Mount Ogden, 2019

### Die frühen Jahre (1898–1924)
Die Weber State University wurde von der christlichen Gemeinde The Church of Jesus Christ of Latter-day Saints als Weber Stake gegründet, aus dem Namen eines bekannten Fellhändlers namens John Henry Weber. Die Universität öffnete ihre Türen erstmals am 7. Januar 1889 für Studenten, wobei 98 Studenten pro Klasse eingeschrieben waren. Der erste Rektor des Weber war Louis F. Moench aus Neuffen in Baden-Württemberg, der den Titel von 1889 bis 1892 und wieder von 1894 bis 1902 behielt. In diesem Jahr verlor Moench seine Position, die David O. McKay bis 1908 anvertraut wurde.
Weber Stake Academy nahm im Jahr 1902 die Farben lila und weiß als Schulfarben an. Die erste zeitungsmäßige Publikation der Akademie, The Acorn, erschien 1904. Im gleichen Jahr schickten die Physikstudenten eine Ausstellung zur Weltausstellung 1904. Zu den Teilnehmern der Messe gehörten John Philip Sousa, Helen Keller und Geronimo.
Zu Beginn des 20. Jahrhunderts änderte die Schule ihren Namen mehrmals, zunächst in Weber Academy. 1912 wurden vorbereitende Kurse aus dem Curriculum genommen und nur noch High School Kurse angeboten.
Von 1918 bis 1924 hieß es Weber Normal College.

### Weber College (1924–1962)
Im Jahr 1933 wurde die Akademie zum staatlichen Junior College ernannt. Nach dem Zweiten Weltkrieg wuchs das College über seinen Campus in der Innenstadt hinaus und zog an den heutigen Standort am Fuße der Wasatch Mountains mit Blick auf Ogden und den Great Salt Lake. Im Jahr 1951 zog die Universität dauerhaft in den Südosten von Ogden, einer Stadt, in der sie noch heute ihren Sitz hat.

### Weber State College (1963–1991)
Die Schule wurde 1963 zum Weber State College. Das Weber State College verlieh 1964 seinen ersten Bachelor-Abschluss.

### Weber State University (1991)
Am 1. Januar 1991 erhielt sie den Universitätsstatus und damit ihren heutigen Namen. Die Weber State University hat sich zu einer der wichtigsten Universitäten in Utah und Umgebung entwickelt, mit Studenten aus ganz Amerika und der ganzen Welt.
In den 1990er-Jahren errang das Basketballteam der WSU zwei bedeutende Siege im March Madness. 1995, als Nr. 14 Seed, besiegt das Team die Michigan State University mit einem Ergebnis von 79-72. Vier Jahre später, wiederum als 14er Seed, besiegt das Herren-Basketballteam der WSU die Nummer 3 der North Carolina Central University mit 76-74. Im Jahr 1997 wurde die Weber State University Davis eröffnet.
Im Jahr 2002 wird F. Ann Millner die erste weibliche Präsidentin der WSU und bleibt es für 10 Jahre.

### Rektoren der Universität
Principals of Weber Stake Academy
- 1889–1892 Louis F. Moench
- 1892–1893 Emil B. Isgreen
- 1893–1894 George F. Phillips
- 1894–1902 Louis F. Moench

Principals of Weber Academy
- 1902–1908 David O. McKay
- 1908–1910 Wilford M. McKendrick
- 1910–1914 William W. Henderson
- 1914–1917 James L. Barker
- 1917–1918 Owen F. Beal (Principal)

Presidents of Weber Normal College
- 1918–1919 Owen F. Beal (Präsident)
- 1919–1920 Henry Aldous Dixon
- 1920–1922 Joel E. Ricks

Presidents of Weber College
- 1922–1935 Aaron W. Tracy
- 1935–1937 Leland W. Creer
- 1937–1953 Henry Aldous Dixon

Presidents of Weber State College
- 1953–1972 William P. Miller
- 1972–1978 Joseph L. Bishop
- 1978–1985 Rodney H. Brady
- 1985–1990 Stephen D. Nadauld

Presidents of Weber State University
- 1990–2002 Paul H. Thompson
- 2002–2012 F. Ann Millner
- 2013–2018 Charles A. Wight
- 2018–2019 Norm Tarbox (acting)
- seit 2019 Brad L. Mortensen

## Zahlen zu den Studierenden, den Dozenten und zum Vermögen
Im Herbst 2020 waren 29.596 Studierende an der WSU eingeschrieben. Davon strebten 28.685 (96,9 %) ihren ersten Studienabschluss an, sie waren also undergraduates. Von diesen waren 57 % weiblich und 43 % männlich; 2 % bezeichneten sich als asiatisch, 1 % als schwarz/afroamerikanisch, 11 % als Hispanic/Latino und 75 % als weiß. 911 (3,1 %) arbeiteten auf einen weiteren Abschluss hin, sie waren graduates. Es lehrten 1.036 Dozenten an der Universität, davon 582 in Vollzeit und 454 in Teilzeit. Das Verhältnis von Studenten zu Dozenten lag damit 2020 bei 21 zu 1. 2019 waren insgesamt 1465 Mitarbeiter angestellt gewesen. Die mehr als 25.000 Studierenden kamen zu 92 Prozent aus Utah, die restlichen aus allen US-Bundesstaaten, aber auch aus mehr als 60 anderen Ländern.
Die Zahl der Studierenden steigt seit 2006 an. 2018 waren es 28.247, 2019 26.681, 2020 29.596 und 2021 29.744. Damit gibt es an der Weber State 2019 fast 3700 Studenten mehr, als im gleichen Immatrikulationszeitraum vor einem Jahrzehnt.
Das Stiftungsvermögen stieg von 155,18 Mio. US-Dollar 2020 um 25,5 % auf 194,82 Mio. US-Dollar 2021.

## Campus

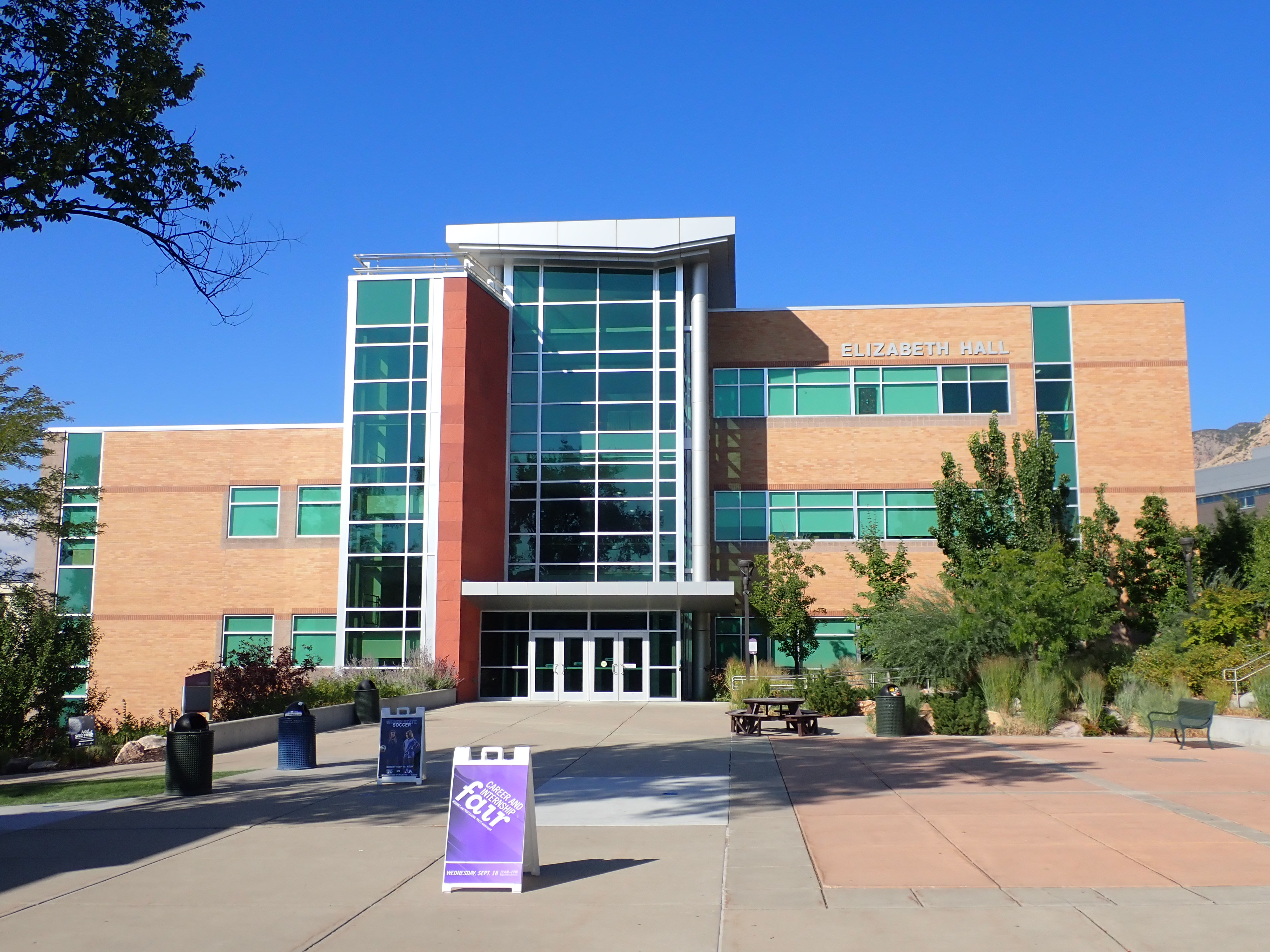
Elizabeth Hall
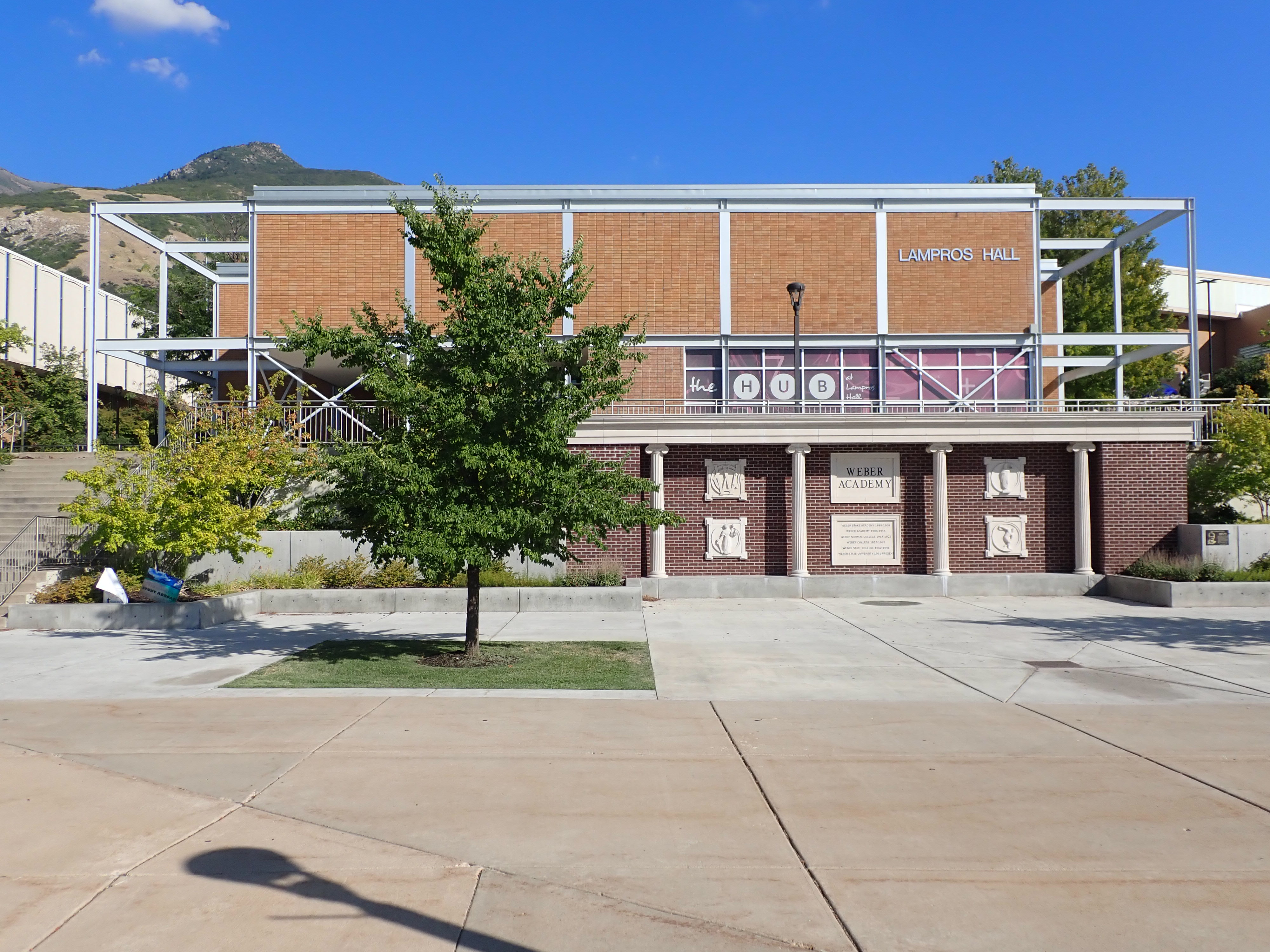
Lampros Hall
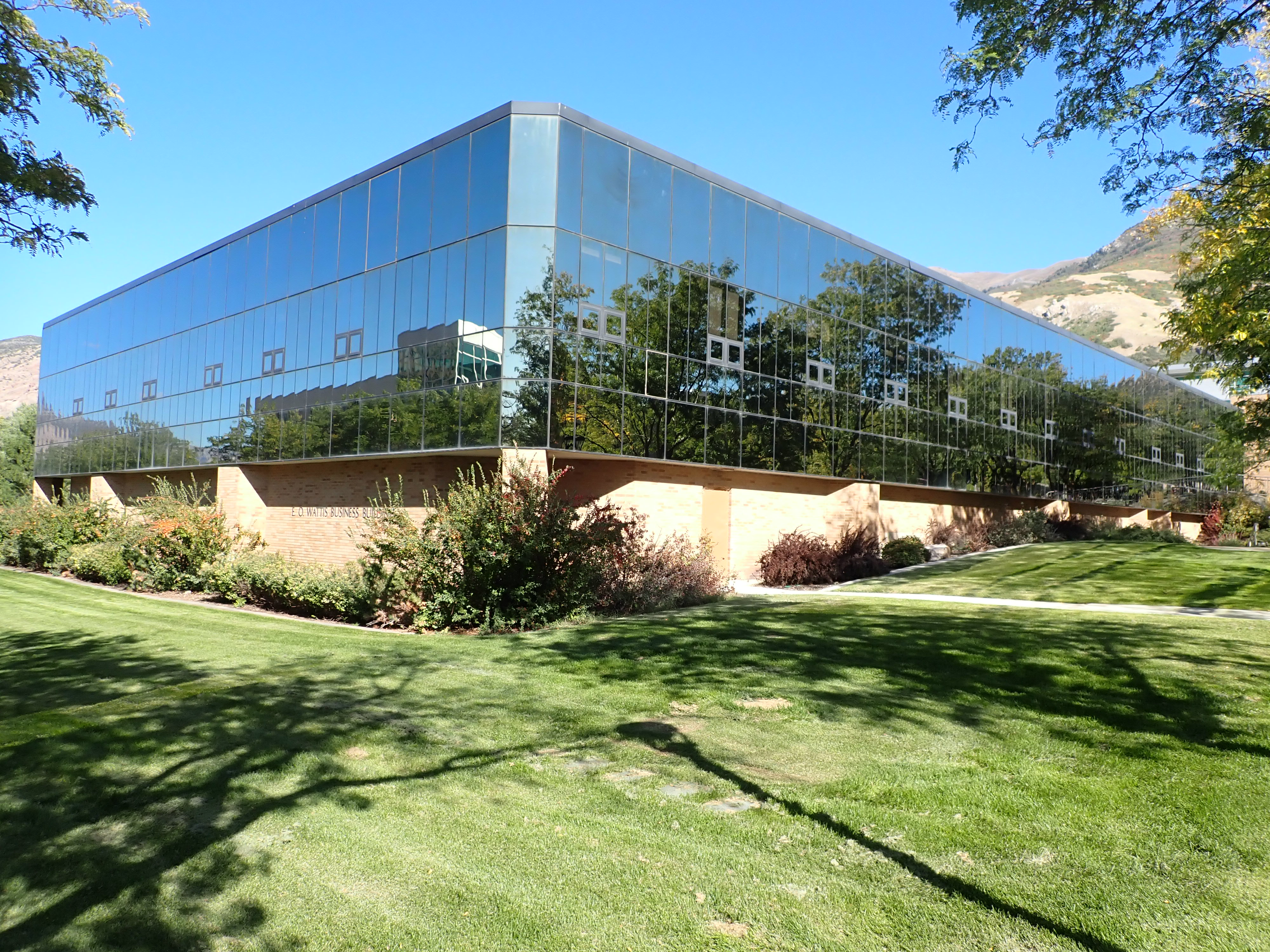
Wattis Business Building
Stewart Library

### Standorte der Universität

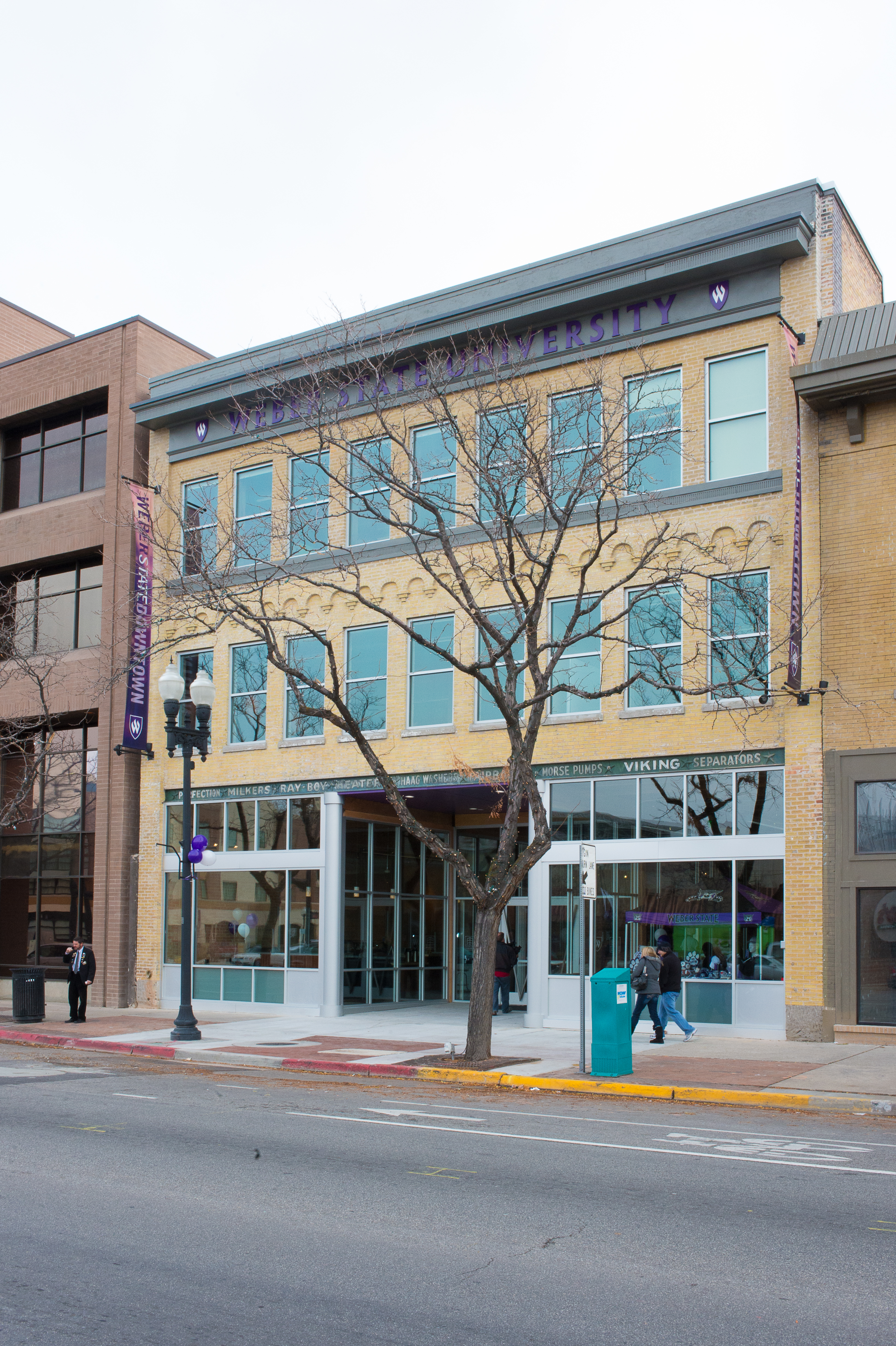
Weber State Downtown, 2015

Die Weber State University verfügt über insgesamt acht Standorte:
- Weber State University, Ogden campus
- Weber State University Davis
- Morgan Center
- West Center in Roy
- Center for Continuing Education
- Weber State Downtown
- Weber State Farmington Station
- Community Education Center

### Universitätsaufbau
Die Universität ist in insgesamt sieben Colleges unterteilt, die sich jeweils in verschiedene Departments gliedern.
Das College of Social & Behavioral Sciences befindet sich in der Anfang 2019 neu eröffneten Lindquist Hall am Südwestende des Campus. Es unterteilt sich in neun Departments: Anthropologie, Criminal Justice, Geographie, Geschichte, Philosophie, Politikwissenschaften, Psychologie, Sozialarbeit und Soziologie. Daneben enthält es einige kleinere Fächer, wie Asienwissenschaften.
Das College of Science unterteilt sich in sieben Departments: Botanik, Chemie, Erd- und Umweltwissenschaften, Mathematik, Mikrobiologie, Physik und Zoologie.
Das Telitha E. Lindquist College of Arts and Humanities besteht aus fünf Departments: Englisch, Visual Art and Design, Fremdsprachen, Performing Arts und Communication.
- College of Engineering, Applied Science and Technology
- John B. Goddard School of Business & Economics
- Jerry and Vickie Moyes College of Education
- Dr. Ezekiel R. Dumke College of Health Professions

Zusätzlich zu diesen Primärhochschulen bietet die Universität mehrere strukturierte interdisziplinäre Programme an. Dazu gehören:
- Asienwissenschaften
- Ethnische Studien
- Europastudien
- Lateinamerikanistik
- Rechtswissenschaften
- Neurowissenschaften
- Stadt- und Regionalplanung
- Frauenforschung

### Gebäude

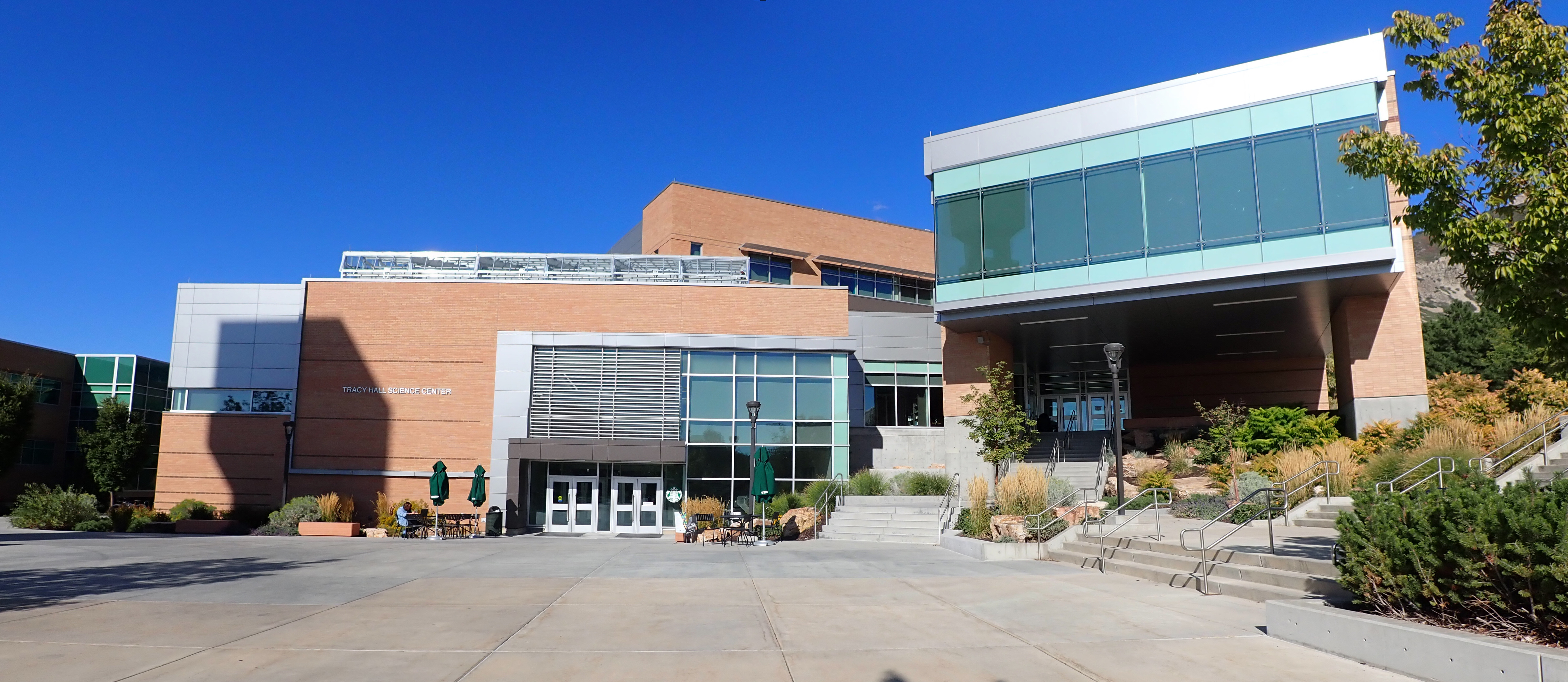
Tracy Hall, 2019
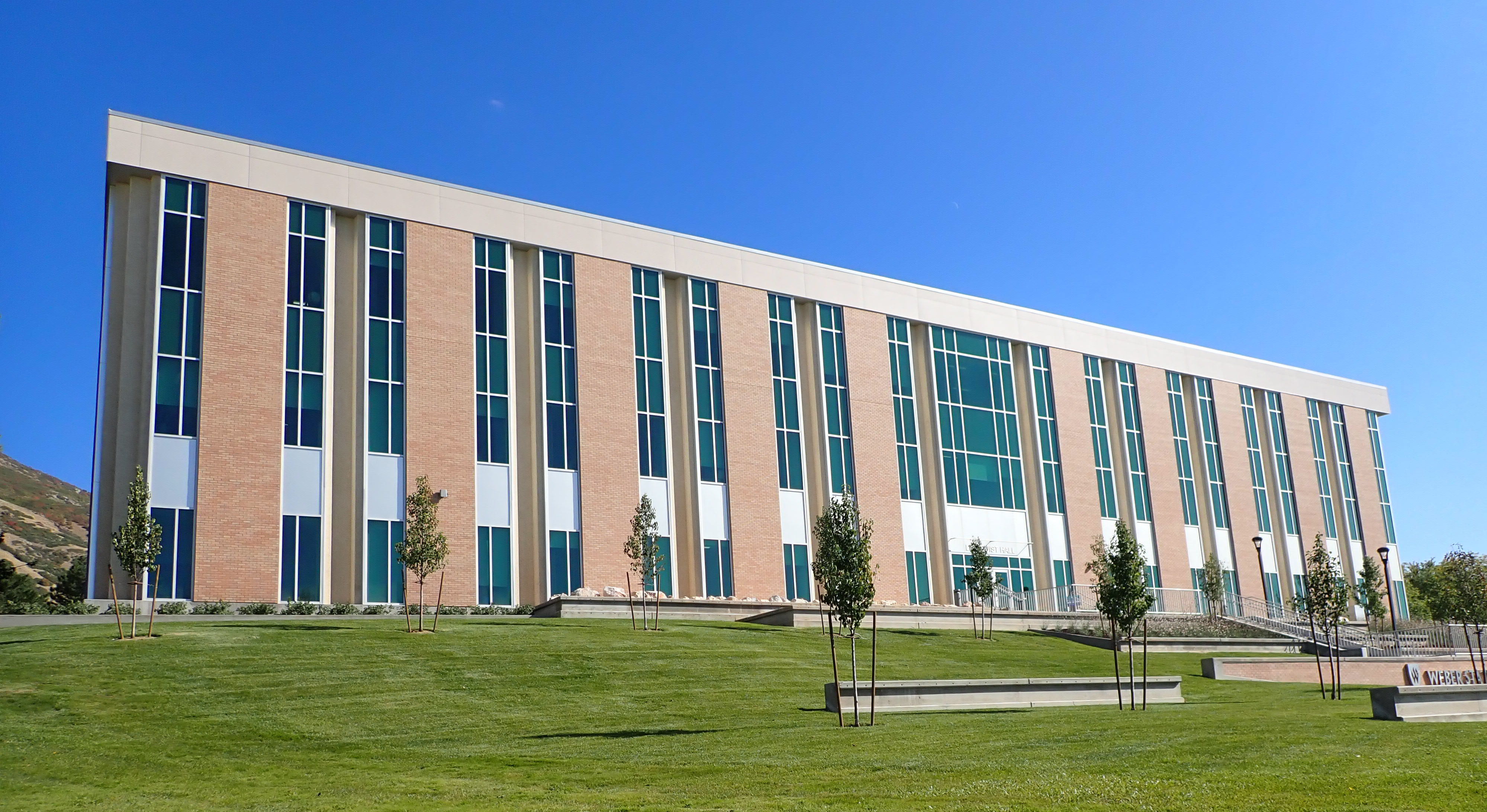
Lindquist Hall, 2019
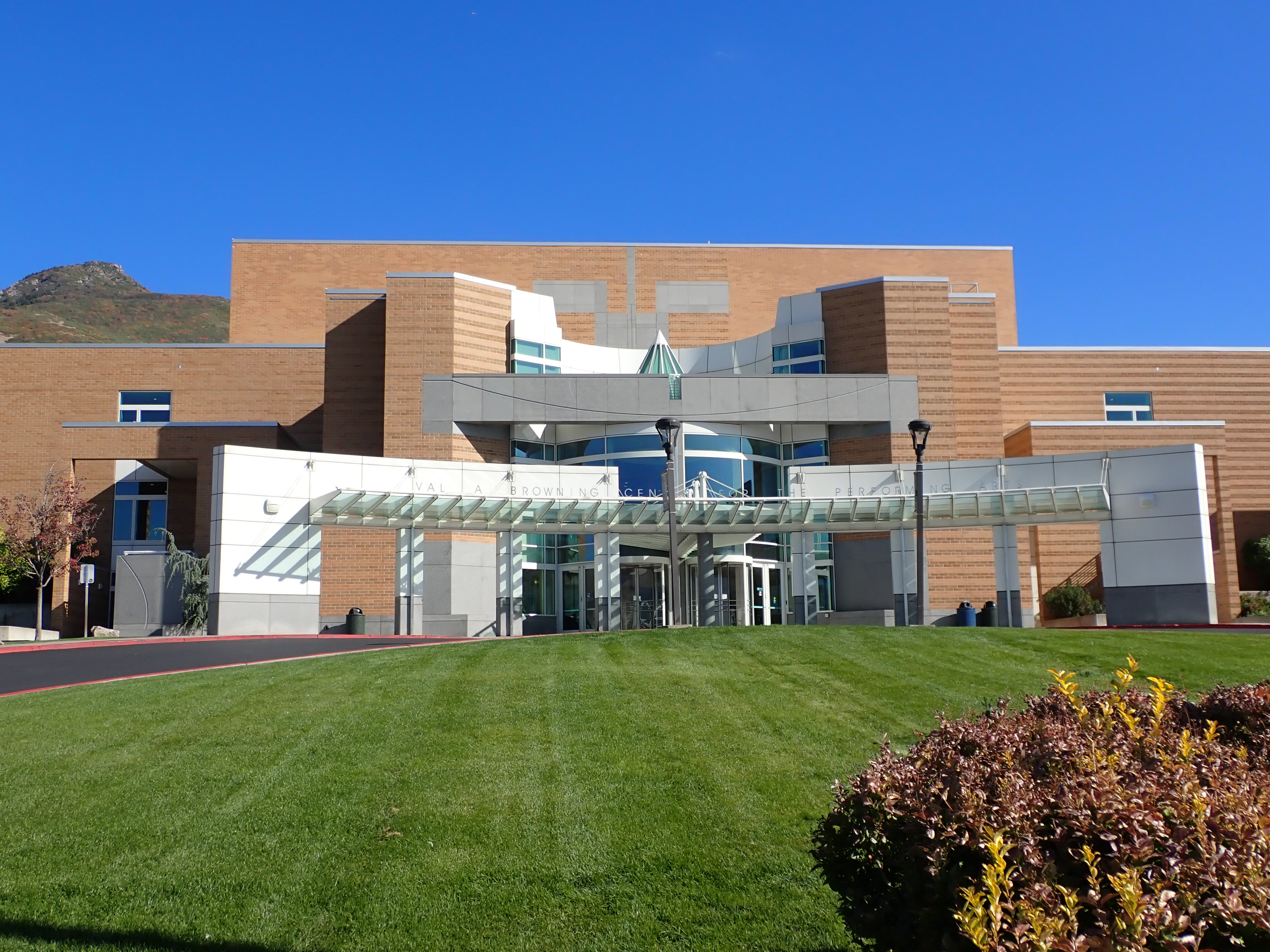
Browning Center, 2019
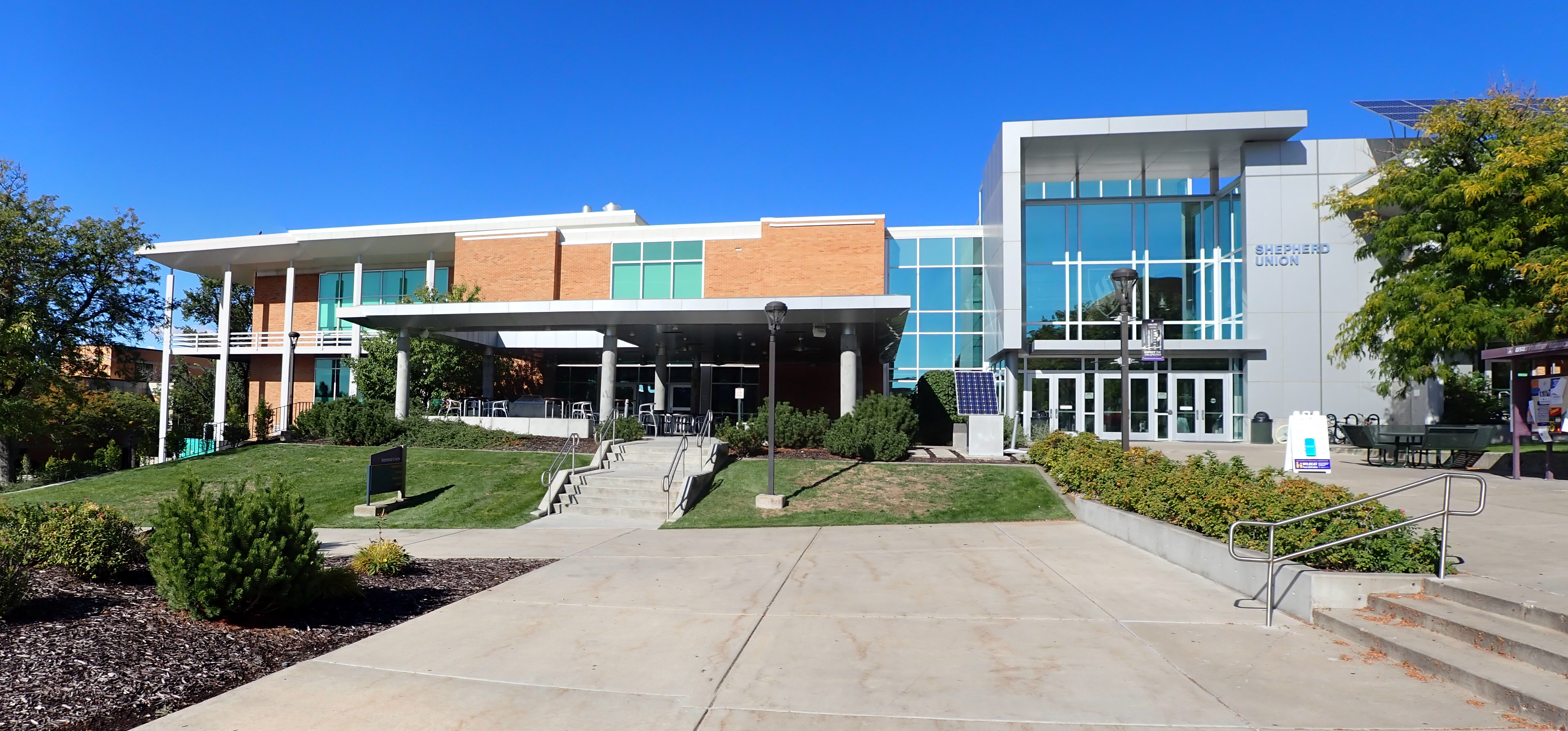
Shepherd Union, 2019

Die wichtigsten Gebäude des Campus:
- Browning Center
- Elizabeth Hall
- Lampros Hall
- Lindquist Hall
- Lind Lecture
- Marriott Health
- McKay Education
- Miller Administration
- Shepherd Union
- Stewart Bell Tower
- Stewart Library
- Swenson Building
- Wattis Business

## Weitere Einrichtungen
Das Dee Events Center ist eine multifunktionale Indoor-Arena in Ogden. Die kreisförmige, 11.592 Sitzplätze fassende Kuppelarena wurde 1977 nach zwei Jahren Bauzeit eröffnet und nach der Familie Lawrence T. Dee benannt, wegen deren umfangreicher Beiträge zum Bau der Arena. Als größte Arena in Utah nördlich von Salt Lake City ist sie die Heimstätte der Weber State University Wildcats Basketballteams der Männer und Frauen. Bis 2006 war hier auch die Volleyballmannschaft der Damen untergebracht. Der Veranstaltungsort war bisher zehn Mal Gastgeber der Big Sky Conference Herren-Basketballturniers: 1979, 1980, 1984, 1995, 1999, 2003, 2007, 2009, 2010 und 2014. Hier wurden drei Mal NCAA-Turnierspiele der ersten und zweiten Runde veranstaltet, 1980, 1986 und 1994, weiterhin die West Regionals 1983. Am Ende der Saison 1995/1996 wurde ein neuer Basketballfeldboden verlegt. Im Sommer 2010 wurde ein Pro-Star Vision Screen Scoreboard eingebaut, das über 4 HD-LCD-Bildschirme und weitere Voll-LED-Anzeigen verfügt. In der Umgebung des Centers gibt es 3000 Parkplätze, die über einen permanenten Shuttleservice mit dem Hauptcampus der Universität angebunden sind.
Das Ott Planetarium ist ein Planetarium der Weber State University, das nach Layton P. Ott und seiner Familie benannt ist. Das Sternen-Theater des Ott Planetariums bietet Platz für 60 Personen unter einer perforierten Aluminiumkuppel mit einem Durchmesser von 9,1 Metern. Bilder und Videos werden mit einem einzigen Projektor von der Mitte des Raumes auf die Kuppel projiziert und mit 5.1-Kanal-Surround-Sound unterlegt. Im Dezember 2004 rüstete das Ott Planetarium sein Hauptprojektionssystem von einem 1969er Spitz A4 auf ein Konica Minolta Mediaglobe Fulldome Videosystem auf. Im Jahr 2006 erhielt das Planetarium 1 Million Dollar für die Entwicklung von Bildungsprogrammen. Ein Teil dieses Geldes wurde für den Kauf eines 128 CPU Render-Clusters und von Workstations für die Produktion von Starshows verwendet. Als erste astronomische Untersuchung aus Ogden ist eine Beobachtung einer Passage des Merkurs vor der Sonne  am 6. Mai 1878 bekannt.
- Swenson Gym
- Weber County Ice Sheet
- Stewart Stadium

## Finanzierung, Vermögensverwaltung
- Weber State Credit Union[27]

## Studentische Medien
Die Weber State University hat eine unabhängige, von Studenten geführte Zeitung The Signpost, die montags und donnerstags erscheint. Weiterhin betreiben die Studierenden den Online-Radiosender KWCR - Weber FM, eine Radiostation Ogdens. Die Redaktion der nationalen Literatur- und Kulturzeitschrift Weber Studies hat ihren Sitz an der Weber State University.

## Sport

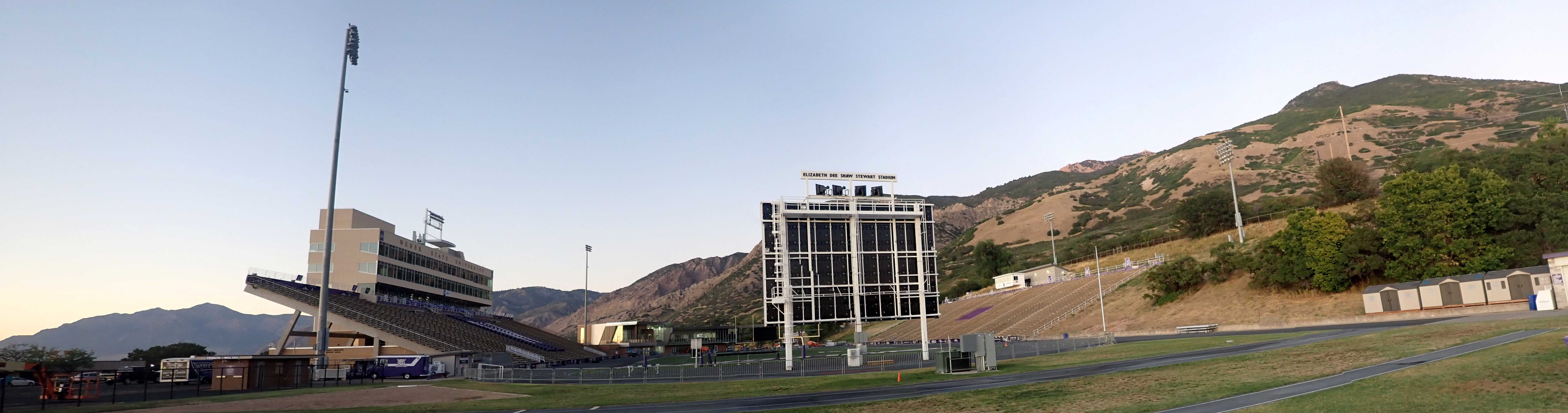
Stadion der Weber State University nach Nordosten, 2019

Die Sportteams der Weber State sind die Wildcats. Die Hochschule ist Mitglied in der Big Sky Conference.
- Al DeWitt, Basketballspieler der Wildcats 1972–1976
- Ben Howland (* 1957), Basketballspieler der Wildcats 1978–1980
- Phil Johnson, Basketballspieler, Cotrainer der Wildcats 1964–1968, Trainer 1968–1971
- Damian Lillard, Basketballspieler der Wildcats 2008–2012
- Dick Motta (* 1931), Basketballspieler, Trainer der Wildcats in den 1960er-Jahren
- Slobodan Ocokoljić, Basketballspieler der Wildcats 2002–2004
- Alfred Pupunu (* 1969), American-Football-Spieler
- Sarah Sellers (* 1991), Langstreckenläuferin, 2018 Zweite beim Boston-Marathon
- Mike Zimmer, Trainer 1982–1988
- Professor Tanaka (1930–2000), Wrestler, Boxer

## Persönlichkeiten

### Berühmte Absolventen
- Loren Allred (* 1989), Sängerin
- Nolan D. Archibald (* 1943), CEO von Black & Decker
- Mark Evans Austad (1917–1988), amerikanischer Botschafter
- Philip Barlow (* 1950), Historiker
- Fawn M. Brodie (1915–1981), erste weibliche Geschichtsprofessorin der University of California
- Donald H. Clausen (1923–2015), Politiker, von 1963 bis 1983 vertrat er den Bundesstaat Kalifornien im US-Repräsentantenhaus
- Kent Dawson (* 1944), Richter am United States District Court for the District of Nevada
- Tracy Hall (1919–2008), Chemiker, synthetisierte als einer der ersten Diamanten
- Lynn Jenkins (* 1963), Politikerin (Republikanerin), seit Januar 2009 vertritt sie den zweiten Wahlbezirk des Bundesstaates Kansas im US-Repräsentantenhaus
- Taron Johnson (* 1996), American-Football-Spieler
- David M. Kennedy (1905–1996), Finanzminister im Kabinett von Richard Nixon
- Boyd Kirkland (1950–2011), Filmdirektor und Animator
- John Willard Marriott (1900–1985), Gründer von Marriott International
- Ben McAdams (* 1974), Bürgermeister des Salt Lake County
- Ray Noorda (1924–2006), CEO von Novell
- Boyd K. Packer (1924–2015)
- Douglas R. Stringfellow (1922–1966),  Politiker, 1953–1955 vertrat er den ersten Wahlbezirk des Bundesstaates Utah im US-Repräsentantenhaus
- John H. Vandenberg – 9. Presiding Bishop der Kirche Jesu Christi der Heiligen der Letzten Tage
- Ernest L. Wilkinson (1899–1978), Präsident der Brigham Young University

### Verleihung von Ehrendoktoraten
Im Jahr 1965 wurde zum ersten Mal die Ehrendoktorwürde verliehen, damals an David O. McKay. Weitere Ehrendoktorwürden wurden beispielsweise 1988 an Neil Armstrong verliehen, derzeit werden etwa vier bis fünf Personen pro Jahr von der Weber State University so geehrt.

## Austauschprogramme
Die Universität unterhält Austauschprogramme mit den deutschen Universitäten in Bayreuth, München und Tübingen sowie den Fachhochschulen in Aachen und Schmalkalden.

## Verkehrsanbindung
Die WSU verfügt über zahlreiche, großflächig asphaltierte Parkplätze. Viele Buslinien in Richtung Ogden Innenstadt fahren auch die Stationen auf dem Campus an. Die Linie 603 verbindet die WSU mit Ogden Downtown direkt.

## Sonstiges
Die Farben der Universität sind lila und weiß.
Die Weber State University in Ogden setzt die Musik des Siegeners Bernward Koch (* 1957) seit Jahren erfolgreich in ihrem Anti-Stress-Center ein.
Die Universität betrieb von 1990 bis 1998 den Amateurfunksatelitten OSCAR 18, später dessen Nachfolger JAWSAT (Oscar 39).

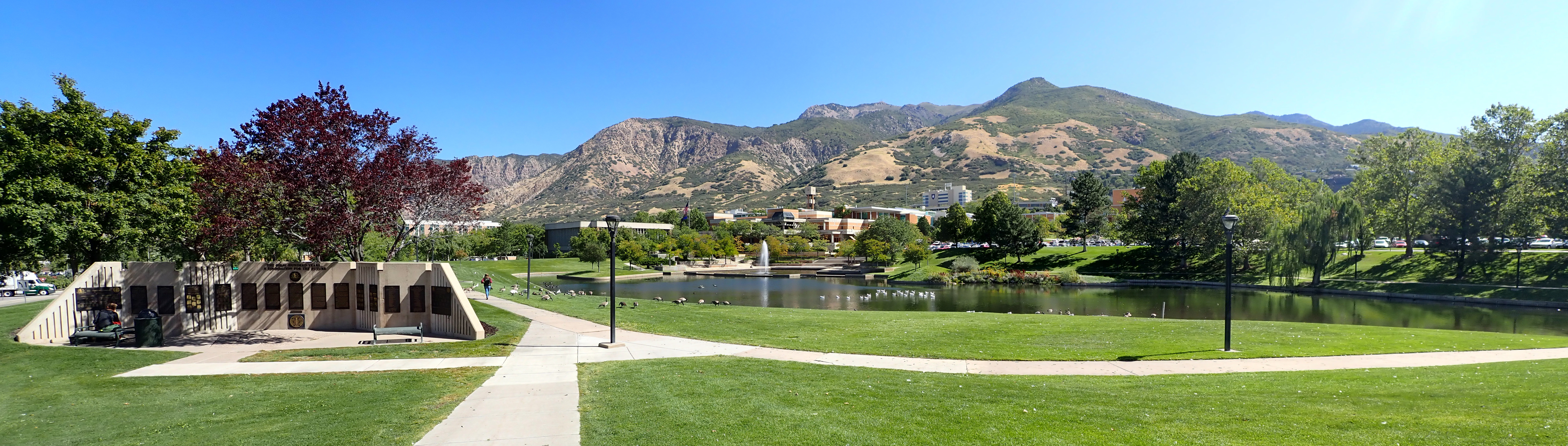
Panorama der WSU Ogden nach Nordosten, 2019
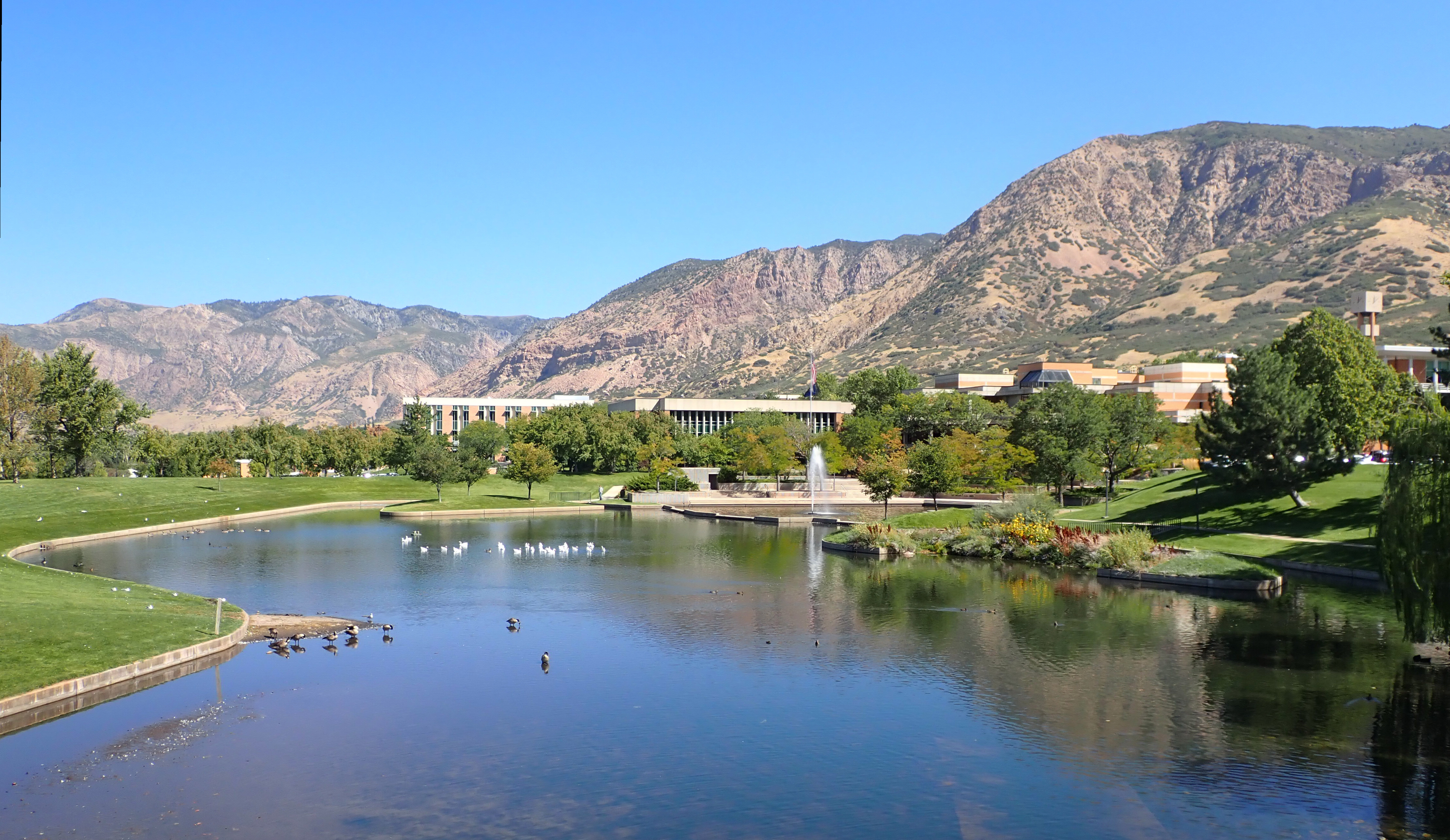
Weber State University Ogden nach Nordosten, 2019

## (Mit-)Herausgegebene Zeitschriften
- The Journal of World History. (gegründet 1990), ISSN 1527-8050[31]
- Weber. The Contemporary West. (gegründet 1983), ISSN 0891-8899[32]